# Ethel Vokia
Ethel Lency Vokia est une femme politique salomonaise.

## Biographie
Ethel Vokia est femme au foyer. Son mari Jaimie Vokia est élu député de la circonscription de Guadalcanal nord-est au Parlement national lors des élections législatives de 2019, mais son élection est cassée en février 2020 par la Haute Cour qui le reconnaît coupable de corruption électorale. Candidate sans étiquette, Ethel Vokia remporte l'élection législative partielle qui s'ensuit en novembre 2020, devançant de peu l'ancien Premier ministre Derek Sikua. Elle ne se représente pas aux élections législatives de 2024, cédant la place à son mari.